# Sierra Village
Sierra Village – jednostka osadnicza w Stanach Zjednoczonych, w stanie Kalifornia, w hrabstwie Tuolumne.